# Lukáš Trefil
Lukáš Trefil (Praga, 21 settembre 1988) è un canoista ceco, vincitore di due medaglie di bronzo nel K4 1000m ai Giochi olimpici di Londra 2012 e Rio de Janeiro 2016.

## Palmarès
- Olimpiadi

Londra 2012: bronzo nel K4 1000m.
Rio de Janeiro 2016: bronzo nel K4 1000m.
- Mondiali

Duisburg 2013: argento nel K4 1000m.
Mosca 2014: oro nel K4 1000m.
Milano 2015: bronzo nel K4 1000m.
- Europei

Montemor-o-Velho 2013: oro nel K4 1000m.
Brandeburgo 2014: oro nel K4 1000m.
Račice 2015: oro nel K4 1000m.